# 皮安库尔
皮安库尔（法語：Piencourt，法語發音：[pjɛ̃kuʁ]）是法国厄尔省的一个市镇，位于该省西部，属于贝尔奈区。

## 地理
皮安库尔（49°10'2"N, 0°23'57"E）面积8.7 平方千米，位于法国诺曼底大区厄尔省，该省份为法国北部内陆省份，北起滨海塞纳省，西接奧恩省和卡爾瓦多斯省，南至厄尔-卢瓦省，东临瓦兹省、瓦兹河谷省和伊夫林省。
与皮安库尔接壤的市镇（或旧市镇、城区）包括：菲米雄、洛泰勒里、马罗勒、阿涅尔、巴约勒拉瓦莱、方丹拉卢韦、莱普拉斯。

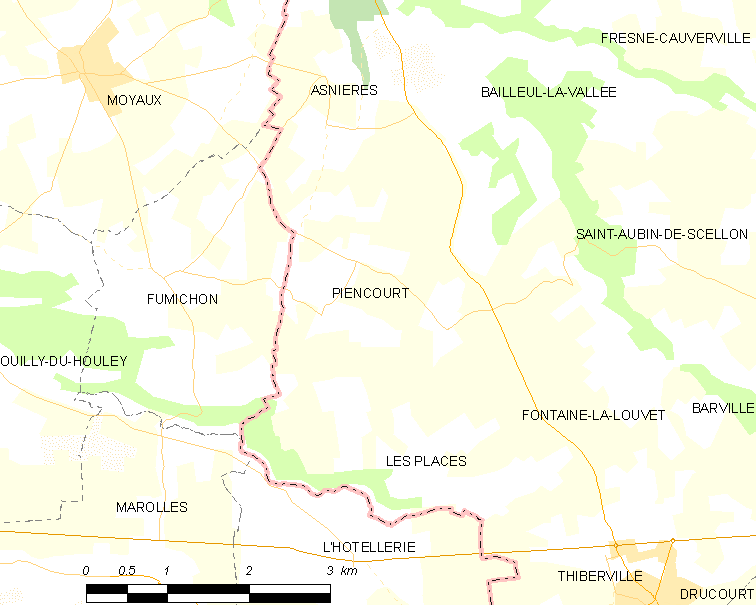
皮安库尔的OSM定位图

皮安库尔的时区为UTC+01:00、UTC+02:00（夏令时）。

## 行政
皮安库尔的邮政编码为27230，INSEE市镇编码为27455。

## 政治
皮安库尔所属的省级选区为伯兹维尔县。

## 人口

1962-2008年间皮安库尔人口变化图示

皮安库尔于2022年1月1日时的人口数量为169人。